# At the Edge of Time
At the Edge of Time je deváté studiové album německé powermetalové hudební skupiny Blind Guardian. Vydáno bylo v červnu 2010 vydavatelstvím Nuclear Blast. Symfonické a orchestrální party se nahrávaly v pražském Rudolfinu za spolupráce orchestru FILMharmonic Orchestra Prague.

## Seznam skladeb
Hudbu složil(i) André Olbrich a Hansi Kürsch, texty napsal(i) Hansi Kürsch.
| Pořadí         | Název                    | Délka |
| -------------- | ------------------------ | ----- |
| 1.             | Sacred Worlds            | 9:17  |
| 2.             | Tanelorn (Into the Void) | 5:58  |
| 3.             | Road of No Release       | 6:30  |
| 4.             | Ride into Obsession      | 4:46  |
| 5.             | Curse My Name            | 5:52  |
| 6.             | Valkyries                | 6:38  |
| 7.             | Control the Divine       | 5:26  |
| 8.             | War of the Thrones       | 4:55  |
| 9.             | A Voice in the Dark      | 5:41  |
| 10.            | Wheel of Time            | 8:55  |
| Celková délka: | Celková délka:           | 63:58 |

## Obsazení
- Hansi Kürsch – basová kytara, zpěv
- André Olbrich – kytary, doprovodný zpěv
- Marcus Siepen – kytary, doprovodný zpěv
- Frederik Ehmke – bicí

Hosté
- Oliver Holzwarth – basová kytara
- FILMharmonic Orchestra Prague – orchestrace